# 放射圧
放射圧（ほうしゃあつ、radiation pressure）は、物体表面が電磁波を放射または反射ないしは吸収する際に生じる圧力である。日本語では輻射圧・光圧とも呼ばれる。放射圧の大きさは、放射が物体に吸収される場合には入射するエネルギー流束密度（単位時間に単位面積を通過するエネルギー）を光速で割った値となり、放射が完全反射される場合にはその2倍の値になる。例えば、地球の位置での太陽光のエネルギー流束密度（太陽定数）は 1366 W/m2 なので、その放射圧は（太陽光が吸収される場合） 4.6 μPa となる。

## 発見
物体の表面に電磁波が当たるときに圧力が働く可能性とその定量評価は1871年にジェームズ・クラーク・マクスウェルによって理論的に導かれた。その後、実際に圧力が生じることが、1900年にピョートル・ニコラエヴィッチ・レベデフによって、また1901年にエルンスト・フォックス・ニコルスとゴードン・フェリー・ハルによって実験的に証明された。放射圧は、日常的に経験する気圧変動や音波などに比べて微弱だが、反射性の金属でできた羽根を微妙な釣り合いの状態に置いて放射を当てるといった方法によって検出できる（ニコルス放射計）。

## 理論
一様・等方な放射で満たされた空間の中に置かれた物体の表面に働く放射圧の大きさは、その空間の単位体積当たりの全放射エネルギーの 1/3 に等しい。これは電磁気学・量子力学・熱力学のいずれを用いても、放射自身の性質を仮定することなしに示すことができる。またこれより、放射圧は放射のエネルギー密度と同じ次元を持つことが分かる。
物体が黒体放射にさらされていて放射と物体表面が熱平衡状態にある場合、その放射のエネルギー密度はシュテファン＝ボルツマンの法則より、σT4 / 3c に等しい（ここで σ はシュテファン＝ボルツマン定数、c は光速、T は空間の絶対温度）。このエネルギー密度の 1/3 は国際単位系では 6.305×10−17 T4 J/(m3K4) となる。これがパスカルで表した黒体放射の放射圧の大きさとなる。

### 惑星間空間の放射圧
太陽系内の惑星間空間では、放射のエネルギー流束の圧倒的大部分は太陽に由来する。このように放射が一方向からのみ当たる場合、放射圧の大きさは等方放射の場合の3倍、すなわち σT4 / c となる。これに加えて物体が放射を完全反射する場合にはさらに2倍、すなわち 2σT4 / c となる。例として、温度が沸点 (T = 373.1 K) の水が放射する黒体放射の放射圧は約 3 μPa である。よって惑星間空間内のある場所での放射温度が沸騰する水の温度に等しい場合、その場所を飛ぶソーラーセイルに働く放射圧は約 22 μPa に過ぎない。しかしこのように微小な圧力であっても、気体イオンや電子などの粒子にとっては大きな効果として働きうる。それゆえ放射圧は太陽風に含まれる電子流や彗星物質の理論などで重要な役割を占めている。

### 恒星内部の放射圧
恒星内部は非常に温度が高い。現在の恒星モデルによると、太陽の中心温度は約1500万 Kで、超巨星の中心核では約10億 Kを超えるとされている。放射圧の強さは温度の4乗に比例して増加するため、このような高温の環境では放射圧は非常に重要である。太陽では放射圧は気体の圧力に比べてまだかなり小さいが、大質量星では放射圧が星の圧力の大部分を担っている。

## ソーラーセイル
宇宙機の推進機構の一種として提案されているソーラーセイルは太陽からの放射圧を動力として用いる。2005年に惑星協会によって打ち上げられたコスモス1号はソーラーセイルを搭載していた（打ち上げは失敗に終わっている）。2010年にJAXAで打ち上げたIKAROSは世界初のソーラーセイル実証機となった。

## 彗星の尾

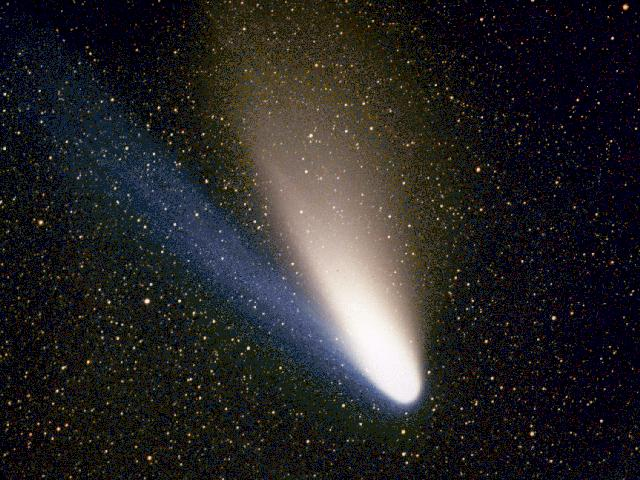
ヘール・ボップ彗星のイオンの尾（左）と塵の尾（右）

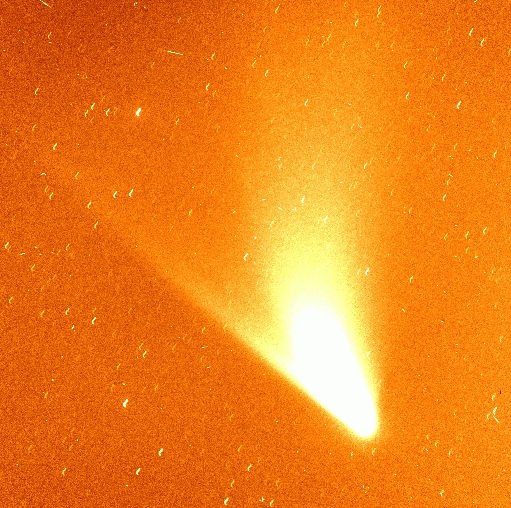
ヘール・ボップ彗星の中性ナトリウムの尾。核から左側にまっすぐと伸びている。

太陽系を運行する彗星は、核の周囲を取り巻くコマとコマから太陽と反対方向に伸びる尾の構造を持つ。彗星の尾の形成には太陽からの輻射圧が寄与している。通常、彗星の尾には、太陽光の輻射圧で生じる塵の尾と太陽風で生じるイオンの尾（プラズマの尾）の二つが存在する。場合によっては、これらに加えて中性ナトリウムの尾が存在する。
塵の尾は彗星核から放出される塵で形成される。太陽からの重力は塵に引力作用するが、これは塵の体積（質量）、すなわち、塵のサイズのおよそ3乗に比例する。他方、太陽輻射は塵への入射方向に作用するが、これは入射する断面積、すなわち、塵のサイズのおよそ2乗に比例する。したがって、塵のサイズが小さいほど、重力よりも輻射圧が支配的になる。塵は輻射圧で等価的に太陽からの重力が弱まったかのように振舞い、彗星の軌道とは異なる軌道を運動する。そのため、イオンの尾が太陽と反対方向にまっすぐ伸びるのに対し、塵の尾は曲がった形状をとる。
一方、ナトリウムの尾は、彗星核から中性ナトリウム原子が放出された場合、強い輻射圧を受けることによって生じる。ナトリウム原子にはD線と呼ばれる波長589ナノメートル付近のスペクトル構造が存在し、この波長の光の吸収、放出を行う。D線は太陽光の吸収スペクトルに相当するため、太陽光中ではD線のスペクトル強度は低下している。したがって、彗星と太陽の相対速度がゼロであるときは、D線による輻射圧は小さい。しかしながら、彗星が太陽に対し、相対速度をもって運動するとき、ドップラー効果により、彗星から見た太陽光の波長はシフトする。そのため、波長がシフトしたD線スペクトルにより、中性ナトリウム原子は強い輻射圧を受ける。